# ジュネーヴ
ジュネーヴ（仏: Genève）は、スイス西部、レマン湖の南西岸に位置する都市（コミューヌ）。フランス語圏に属し、ヨーロッパ有数の世界都市であり、ジュネーヴ州の州都である。

## 概要

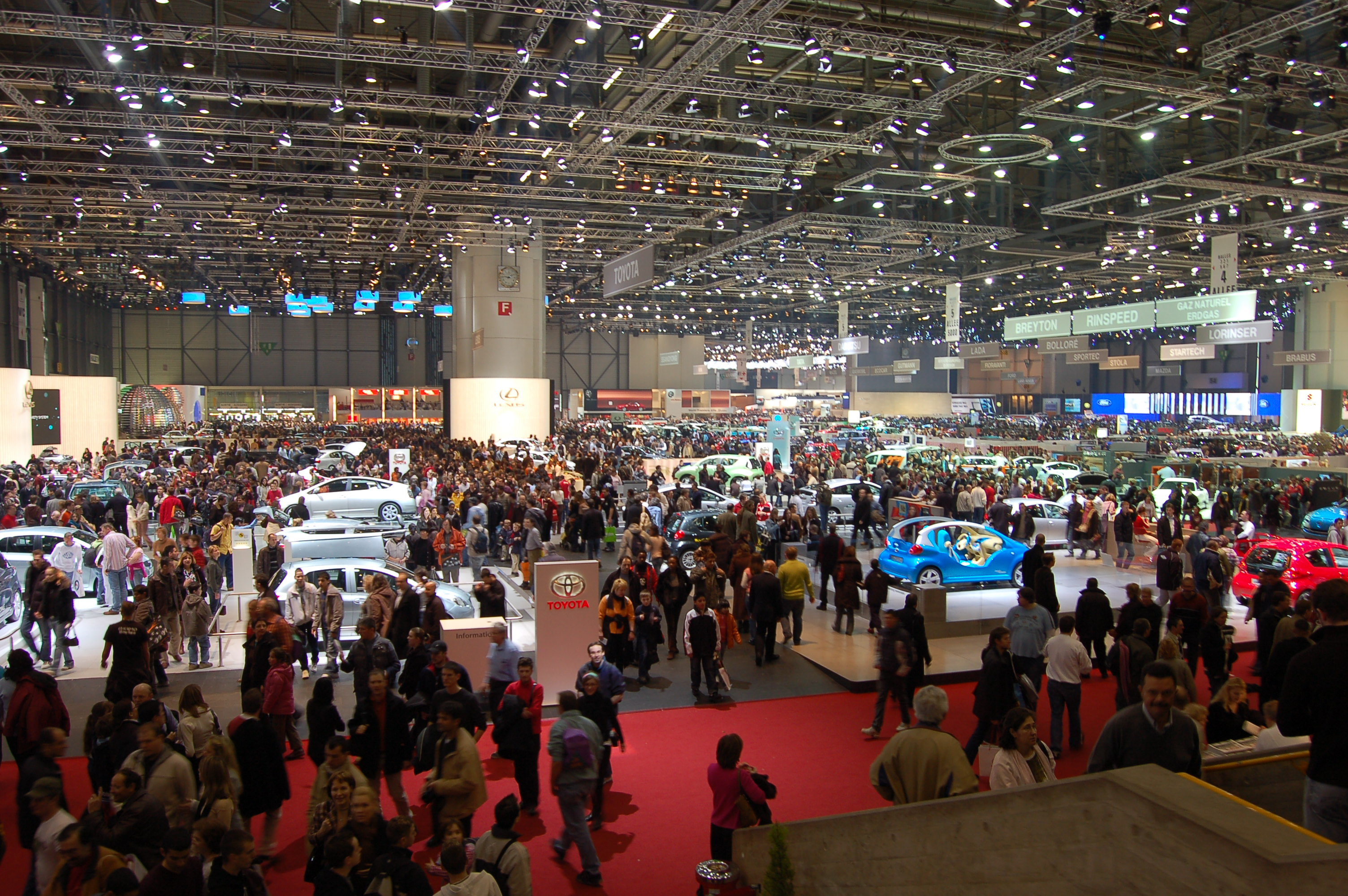
サロン・アンテルナショナル・ド・ロト

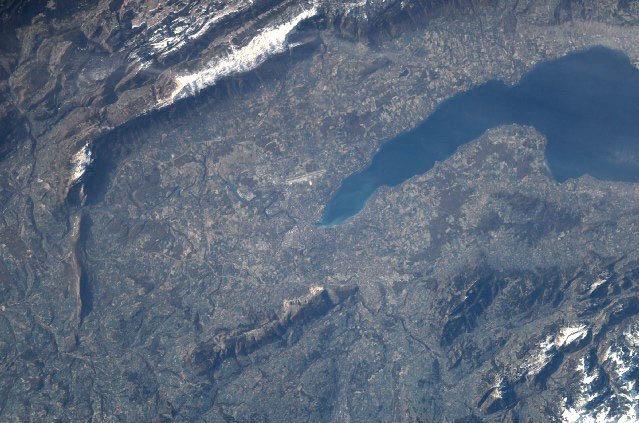
ジュネーヴ付近の衛星写真

人口は20.34万人（2021年）、面積は15.93平方キロメートル、標高は375メートル。チューリッヒに次ぎスイス第2の都市。金融業が発達しており、プライベードバンクの中心地である。
三日月形のレマン湖の南西側の角を取り囲むように広がり、サレーヴ山（Mont Salève）、ジュラ山脈等の山地に囲まれる。市内をアルヴ川、ローヌ川が流れる。
『ジュネーヴ家族由来の著名人家系 -起こりから今日まで-』という本が、土地の有力者とフランスのそれにまたがる閨閥の形成過程を17世紀から具体的に記している。第6巻まではインターネットアーカイブで見ることができる。最新巻は第7巻である。ピクテ銀行やロンバー・オディエ銀行等を営む各家系も登場する。そのような由緒あるプライベートバンクの本店がジュネーヴには集中している。
この世界都市にはロスチャイルド家のシャトー・ド・プレニーがあり、第二次世界大戦前には国際連盟の本部が置かれた。現在も国際連合の専門機関など多くの国際機関が所在し、条約の作成やさまざまな国際会議が行われている。
そのため、日本も特命全権大使を長とする在ジュネーブ国際機関日本政府代表部、及び、軍縮会議日本政府代表部を置いている。ただし、領事業務はこれらの代表部ではなく、在ジュネーブ領事事務所（旧・在ジュネーブ日本国総領事館）で行っている。
ジュネーヴでは、サロン・アンテルナショナル・ド・ロト（ジュネーヴ・モーターショー）、国際高級宝飾時計展（ジュネーヴ・サロン）をはじめとする様々な国際見本市が催される。日本の民間研究所が2016年に発表した「世界の都市総合力ランキング」では、世界30位と評価された。また、アメリカのシンクタンクが2016年に発表した世界都市ランキングでは世界36位と評価された。
スイスの公用語は、ドイツ語、フランス語、イタリア語、ロマンシュ語の4言語であるが、フランス語圏のジュネーヴでは、ほとんどの場合フランス語が用いられる。世界都市であるため、基本的に英語も通用する。

## 各言語での名称
ジェノヴァ共和国と語源は同一である。
各言語での名称は以下の通り。
- フランス語: Genève（/ʒənɛv/, ジュネーヴ）
- ドイツ語: Genf（/gɛnf/, ゲンフ）
- イタリア語: Ginevra（/dʒiˈneːvra/, ヂネーヴラ）
- ロマンシュ語: Genevra（ジェネヴラ）
- 英語: Geneva（/dʒɨˈniːvə/[4], ヂニーヴァ）。英語ではイタリアの都市ジェノヴァ（英語: Genoa）と表記が似ていることから混同されることが多々ある。
- スペイン語: Ginebra（ヒネブラ）
- 日本語: カタカナで「ジュネーブ」または「ジュネーヴ」。かつては「ジェネバ」または「ゼネバ」とも表記され、ジェネバ機構（ゼネバ機構）などに名残が見られる。漢字では「寿府」（旧字体では「壽府」）と表記される。
- 中国語: 日內瓦（拼音: Rìnèiwǎ, 「寿府」は通じない。）

## 気候
ケッペンの気候区分では西岸海洋性気候（Cfb）に属する。
| ジュネーヴ（ジュネーヴ国際空港：標高412m、1981–2010年（極値1901年– ））の気候 | ジュネーヴ（ジュネーヴ国際空港：標高412m、1981–2010年（極値1901年– ））の気候 | ジュネーヴ（ジュネーヴ国際空港：標高412m、1981–2010年（極値1901年– ））の気候 | ジュネーヴ（ジュネーヴ国際空港：標高412m、1981–2010年（極値1901年– ））の気候 | ジュネーヴ（ジュネーヴ国際空港：標高412m、1981–2010年（極値1901年– ））の気候 | ジュネーヴ（ジュネーヴ国際空港：標高412m、1981–2010年（極値1901年– ））の気候 | ジュネーヴ（ジュネーヴ国際空港：標高412m、1981–2010年（極値1901年– ））の気候 | ジュネーヴ（ジュネーヴ国際空港：標高412m、1981–2010年（極値1901年– ））の気候 | ジュネーヴ（ジュネーヴ国際空港：標高412m、1981–2010年（極値1901年– ））の気候 | ジュネーヴ（ジュネーヴ国際空港：標高412m、1981–2010年（極値1901年– ））の気候 | ジュネーヴ（ジュネーヴ国際空港：標高412m、1981–2010年（極値1901年– ））の気候 | ジュネーヴ（ジュネーヴ国際空港：標高412m、1981–2010年（極値1901年– ））の気候 | ジュネーヴ（ジュネーヴ国際空港：標高412m、1981–2010年（極値1901年– ））の気候 | ジュネーヴ（ジュネーヴ国際空港：標高412m、1981–2010年（極値1901年– ））の気候 |
| 月                                                                            | 1月                                                                           | 2月                                                                           | 3月                                                                           | 4月                                                                           | 5月                                                                           | 6月                                                                           | 7月                                                                           | 8月                                                                           | 9月                                                                           | 10月                                                                          | 11月                                                                          | 12月                                                                          | 年                                                                            |
| ----------------------------------------------------------------------------- | ----------------------------------------------------------------------------- | ----------------------------------------------------------------------------- | ----------------------------------------------------------------------------- | ----------------------------------------------------------------------------- | ----------------------------------------------------------------------------- | ----------------------------------------------------------------------------- | ----------------------------------------------------------------------------- | ----------------------------------------------------------------------------- | ----------------------------------------------------------------------------- | ----------------------------------------------------------------------------- | ----------------------------------------------------------------------------- | ----------------------------------------------------------------------------- | ----------------------------------------------------------------------------- |
| 最高気温記録 °C （°F）                                                        | 17.3 (63.1)                                                                   | 20.6 (69.1)                                                                   | 24.9 (76.8)                                                                   | 27.5 (81.5)                                                                   | 33.8 (92.8)                                                                   | 36.5 (97.7)                                                                   | 39.7 (103.5)                                                                  | 37.6 (99.7)                                                                   | 34.8 (94.6)                                                                   | 27.3 (81.1)                                                                   | 23.2 (73.8)                                                                   | 20.8 (69.4)                                                                   | 39.7 (103.5)                                                                  |
| 平均最高気温 °C （°F）                                                        | 4.5 (40.1)                                                                    | 6.3 (43.3)                                                                    | 11.2 (52.2)                                                                   | 14.9 (58.8)                                                                   | 19.7 (67.5)                                                                   | 23.5 (74.3)                                                                   | 26.5 (79.7)                                                                   | 25.8 (78.4)                                                                   | 20.9 (69.6)                                                                   | 15.4 (59.7)                                                                   | 8.8 (47.8)                                                                    | 5.3 (41.5)                                                                    | 15.2 (59.4)                                                                   |
| 日平均気温 °C （°F）                                                          | 1.5 (34.7)                                                                    | 2.5 (36.5)                                                                    | 6.2 (43.2)                                                                    | 9.7 (49.5)                                                                    | 14.2 (57.6)                                                                   | 17.7 (63.9)                                                                   | 20.2 (68.4)                                                                   | 19.5 (67.1)                                                                   | 15.4 (59.7)                                                                   | 11.1 (52)                                                                     | 5.5 (41.9)                                                                    | 2.8 (37)                                                                      | 10.5 (50.9)                                                                   |
| 平均最低気温 °C （°F）                                                        | −1.3 (29.7)                                                                   | −1.0 (30.2)                                                                   | 1.6 (34.9)                                                                    | 4.8 (40.6)                                                                    | 9.1 (48.4)                                                                    | 12.3 (54.1)                                                                   | 14.4 (57.9)                                                                   | 14.0 (57.2)                                                                   | 10.8 (51.4)                                                                   | 7.4 (45.3)                                                                    | 2.4 (36.3)                                                                    | 0.1 (32.2)                                                                    | 6.2 (43.2)                                                                    |
| 最低気温記録 °C （°F）                                                        | −19.9 (−3.8)                                                                  | −20.0 (−4)                                                                    | −13.3 (8.1)                                                                   | −5.2 (22.6)                                                                   | −2.2 (28)                                                                     | 1.3 (34.3)                                                                    | 3.0 (37.4)                                                                    | 4.9 (40.8)                                                                    | 0.2 (32.4)                                                                    | −4.7 (23.5)                                                                   | −10.9 (12.4)                                                                  | −17.0 (1.4)                                                                   | −20 (−4)                                                                      |
| 降水量 mm （inch）                                                            | 76 (2.99)                                                                     | 68 (2.68)                                                                     | 70 (2.76)                                                                     | 72 (2.83)                                                                     | 84 (3.31)                                                                     | 92 (3.62)                                                                     | 79 (3.11)                                                                     | 82 (3.23)                                                                     | 100 (3.94)                                                                    | 105 (4.13)                                                                    | 88 (3.46)                                                                     | 90 (3.54)                                                                     | 1,005 (39.57)                                                                 |
| 降雪量 cm （inch）                                                            | 10.8 (4.25)                                                                   | 8.1 (3.19)                                                                    | 2.8 (1.1)                                                                     | 0.2 (0.08)                                                                    | 0.0 (0)                                                                       | 0.0 (0)                                                                       | 0.0 (0)                                                                       | 0.0 (0)                                                                       | 0.0 (0)                                                                       | 0.0 (0)                                                                       | 2.8 (1.1)                                                                     | 7.4 (2.91)                                                                    | 32.1 (12.64)                                                                  |
| 平均降水日数 （≥1.0 mm）                                                      | 9.5                                                                           | 8.1                                                                           | 9.0                                                                           | 8.9                                                                           | 10.6                                                                          | 9.3                                                                           | 7.6                                                                           | 7.9                                                                           | 8.1                                                                           | 10.1                                                                          | 9.9                                                                           | 10.0                                                                          | 109.0                                                                         |
| 平均降雪日数 （≥1.0 cm）                                                      | 2.5                                                                           | 2.0                                                                           | 0.9                                                                           | 0.1                                                                           | 0.0                                                                           | 0.0                                                                           | 0.0                                                                           | 0.0                                                                           | 0.0                                                                           | 0.0                                                                           | 0.7                                                                           | 2.0                                                                           | 8.2                                                                           |
| % 湿度                                                                        | 81                                                                            | 76                                                                            | 69                                                                            | 67                                                                            | 69                                                                            | 66                                                                            | 64                                                                            | 67                                                                            | 73                                                                            | 79                                                                            | 81                                                                            | 81                                                                            | 73                                                                            |
| 平均月間日照時間                                                              | 59                                                                            | 88                                                                            | 154                                                                           | 177                                                                           | 197                                                                           | 235                                                                           | 263                                                                           | 237                                                                           | 185                                                                           | 117                                                                           | 66                                                                            | 49                                                                            | 1,828                                                                         |
| 日照率                                                                        | 23                                                                            | 33                                                                            | 45                                                                            | 46                                                                            | 45                                                                            | 53                                                                            | 58                                                                            | 58                                                                            | 53                                                                            | 38                                                                            | 26                                                                            | 20                                                                            | 44                                                                            |
| 出典1：MeteoSwiss                                                             |                                                                               |                                                                               |                                                                               |                                                                               |                                                                               |                                                                               |                                                                               |                                                                               |                                                                               |                                                                               |                                                                               |                                                                               |                                                                               |
| 出典2：KNMI                                                                   |                                                                               |                                                                               |                                                                               |                                                                               |                                                                               |                                                                               |                                                                               |                                                                               |                                                                               |                                                                               |                                                                               |                                                                               |                                                                               |

## 歴史
ジュネーヴの歴史は古く、ローマ時代までさかのぼり、ユリウス・カエサルがこの地を占領し、ジュネーヴという名前を与えたという。その後、神聖ローマ帝国（ハプスブルク家）の支配を受けたが、1315年のモルガルテンの戦い等の独立運動の影響でハプスブルク家から離れていき、1648年のヴェストファーレン条約によって正式に独立が認められた。

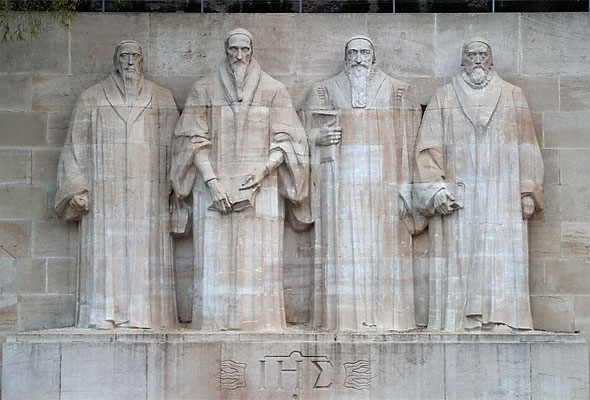
宗教改革記念碑

近世にはプロテスタントの一派である改革派の拠点となり、1536年にカトリックのサヴォイア公国から独立し、宗教改革がなされ、ジュネーヴ共和国としての宣言がなされ、ジャン・カルヴァンらによる共和政治が行われた。ジュネーヴ革命とも称される。
1602年、サヴォイア公カルロ・エマヌエーレ1世が、ジュネーヴ支配をもくろみ侵入したが、市民軍の抵抗にあい失敗に終わった。この事件は、サヴォイア公が侵入に使った梯子にちなんで“エスカラード”（梯子の意）と呼ばれる。現在のエスカラード祭はこの事件にちなんだもの。
フォンテーヌブローの勅令の後、啓蒙主義の感化を受けた神学が台頭し、カルヴァン派の正統主義にとって代わった。市民はシトワイアン（市参事会を牛耳る門閥）とブルジョワ（ユグノー企業家）に分裂していた。1704年から1782年にかけて、これらに非市民労働者を加えた各勢力が三つ巴となって政権を争った。ユグノーが多かった時計職人がフランスでの迫害から逃れるためにジュネーブへ移住したことで時計が地場産業となった。機械式時計に用いられるジェネバ機構はジュネーブにちなんで命名された。
1781年ブルジョワと労働者が市民総会で間接民主制を採択した。翌年シトワイアンが保護同盟を結んでいた諸勢力に要請、ジュネーヴを包囲させた。ジュネーヴは降伏してブルジョワが亡命した。フランスへ逃げた者はフランス革命に関与した。
1798年にはナポレオン・ボナパルトによりフランスに併合された。ウィーン会議において、スイス連邦に加わった。このころからジュネーヴはスイスの歴史において国際金融市場の司令塔であり続けた。
第一次世界大戦と第二次世界大戦中はスイスは中立国であったために両陣営の外交官や亡命者が集まった。1960年代にファンド・オブ・ファンズのバーニー・コーンフェルドがInvestors Overseas Services の本部をジュネーヴに置いた。2017年の調査によると、世界20位の金融センターであり、スイスではチューリッヒに次ぐ2位である。

## 国際的な機関

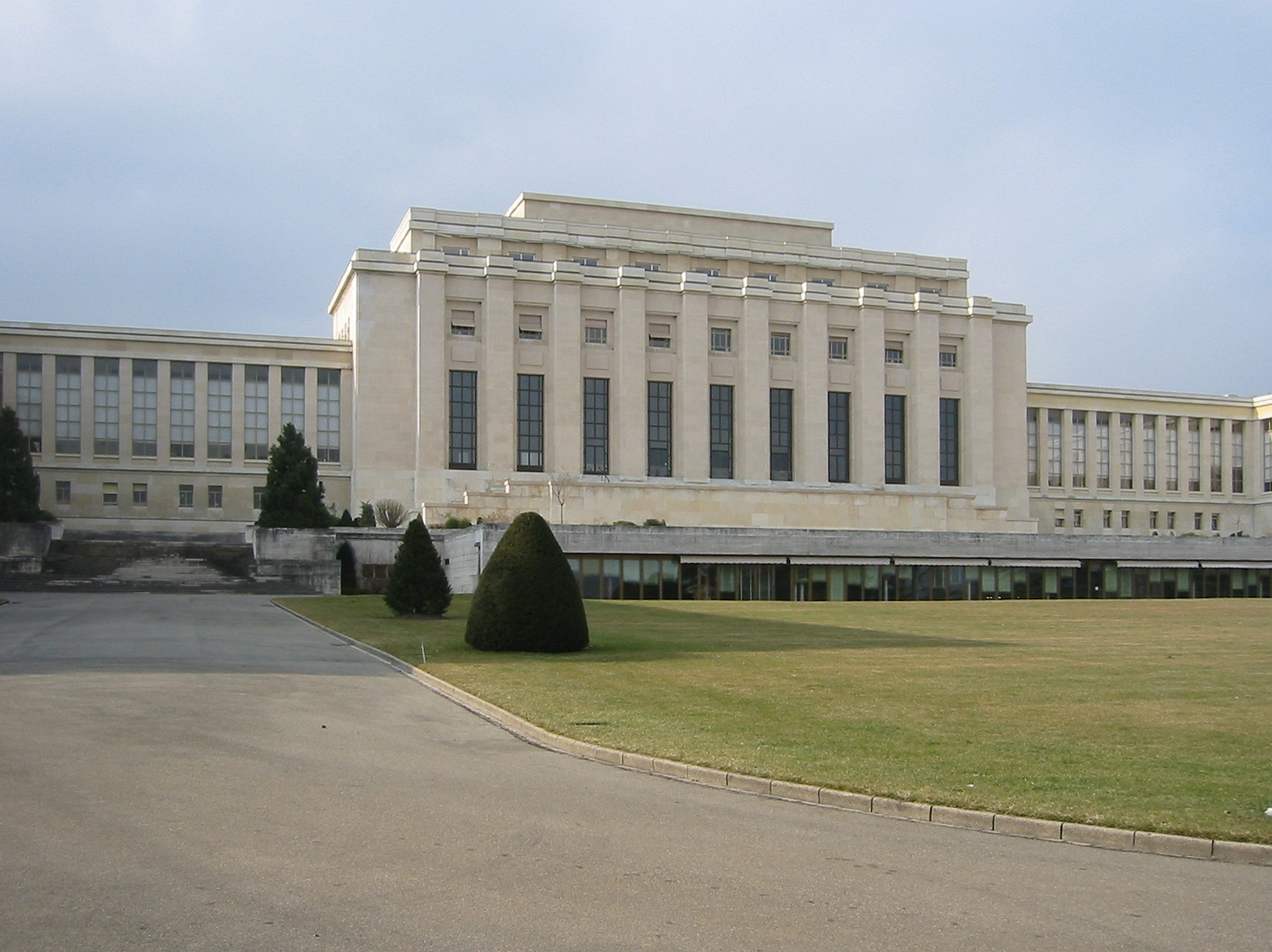
国際連合欧州本部

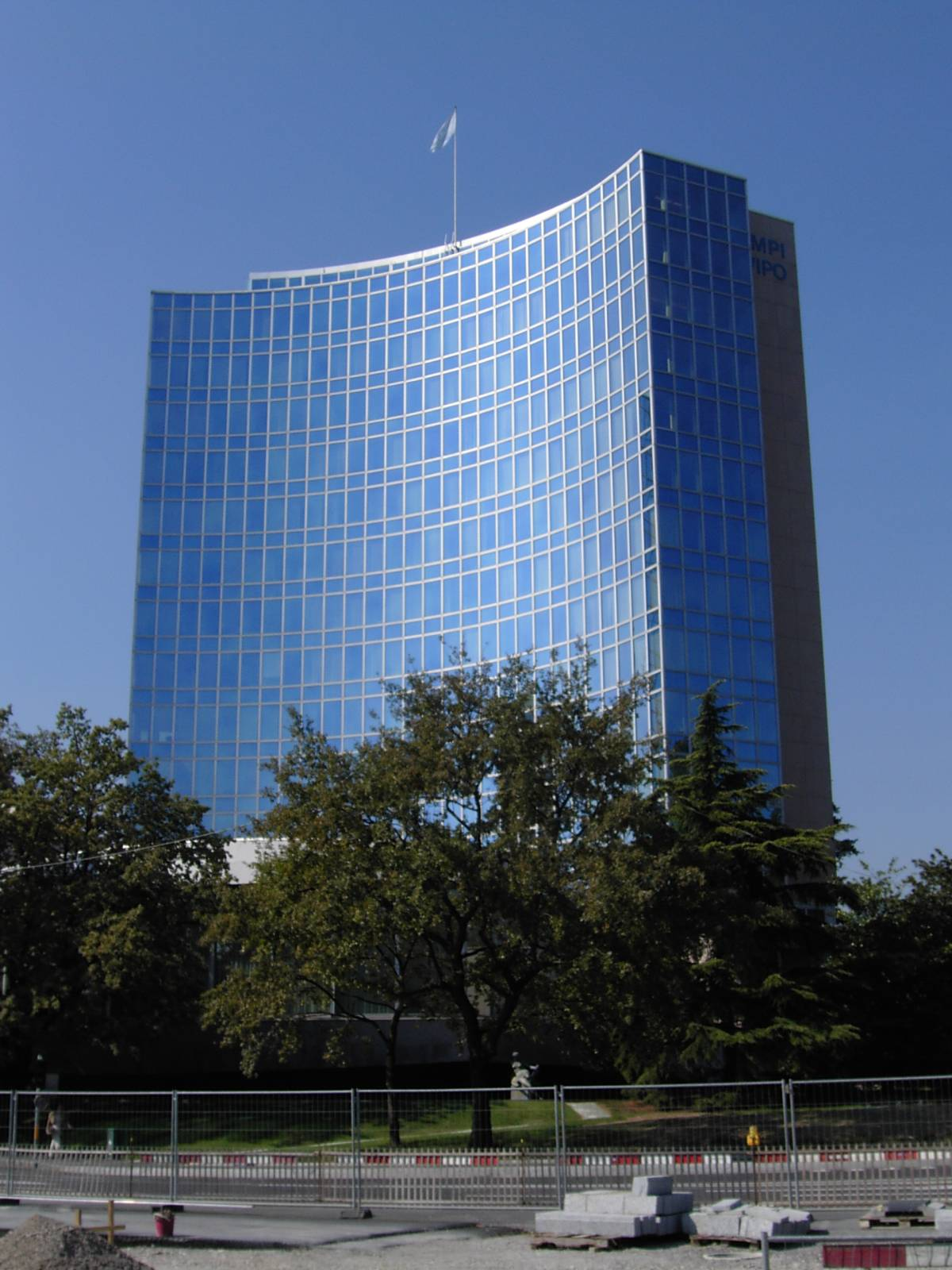
世界知的所有権機関本部

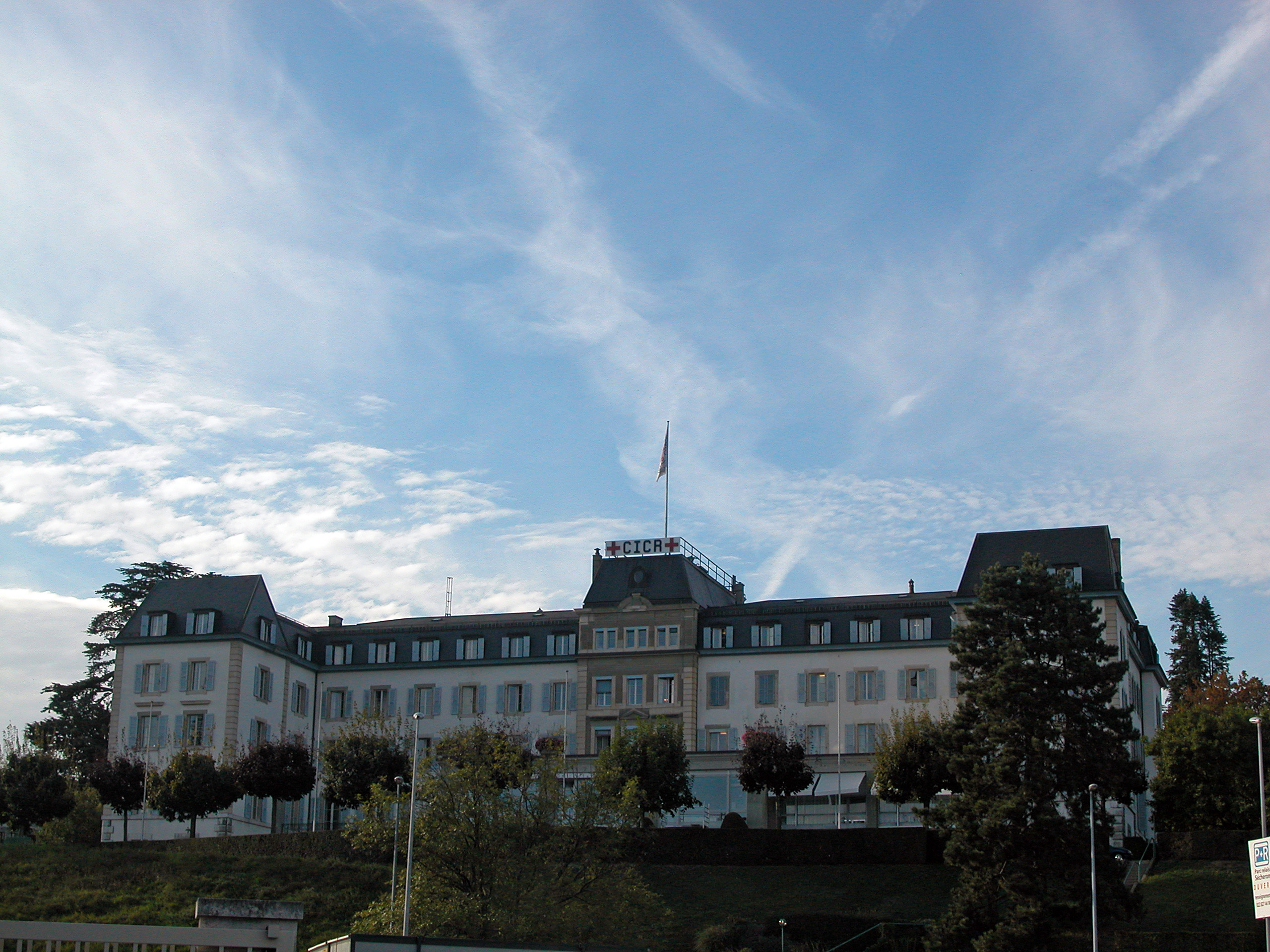
赤十字国際委員会

ジュネーヴに事務局・本部等を置いている国際機関には以下のものがある。
- 国際連合諸機関
  - 国際連合欧州本部（旧国際連盟本部）
  - 国際連合人権高等弁務官事務所 (OHCHR)
  - 国際連合難民高等弁務官事務所 (UNHCR)
  - 国際連合貿易開発会議 (UNCTAD)
  - 国際連合エイズ合同計画 (UNAIDS)
- 国際連合専門機関
  - 国際電気通信連合 (ITU)
  - 国際労働機関 (ILO)
  - 世界気象機関 (WMO)
  - 世界知的所有権機関 (WIPO)
  - 世界保健機関 (WHO)
- その他の国際機関
  - ジュネーヴ軍縮会議 (CD)
  - 世界貿易機関 (WTO)
  - 赤十字国際委員会 (ICRC)
  - 国際赤十字赤新月社連盟 (IFRC)
  - 国際移住機関 (IOM)
  - 世界経済フォーラム (WEF)
  - 列国議会同盟 (IPU)
  - 欧州サッカー連盟 (UEFA、郊外のニヨンに位置)

また、当地で作成された主要な条約、及び、当地で開催された主要な国際会議で、ジュネーヴの名が付くものとしては以下がある。
- ジュネーヴ議定書 (1925年) - 戦争での毒ガス・生物兵器の使用禁止を定めた条約。
- ジュネーヴ海軍軍縮会議 (1927年) - 補助艦制限を目的とした軍縮会議。決裂。
- ジュネーヴ諸条約 (1949年) - 戦争犠牲者の保護のための条約。
- ジュネーヴ休戦協定 (1954年) - 第一次インドシナ戦争の和平協定。
- ジュネーヴ4巨頭会談 (1955年) - 冷戦の雪解けを象徴的に示した米英仏ソ首脳による会談。

## 観光

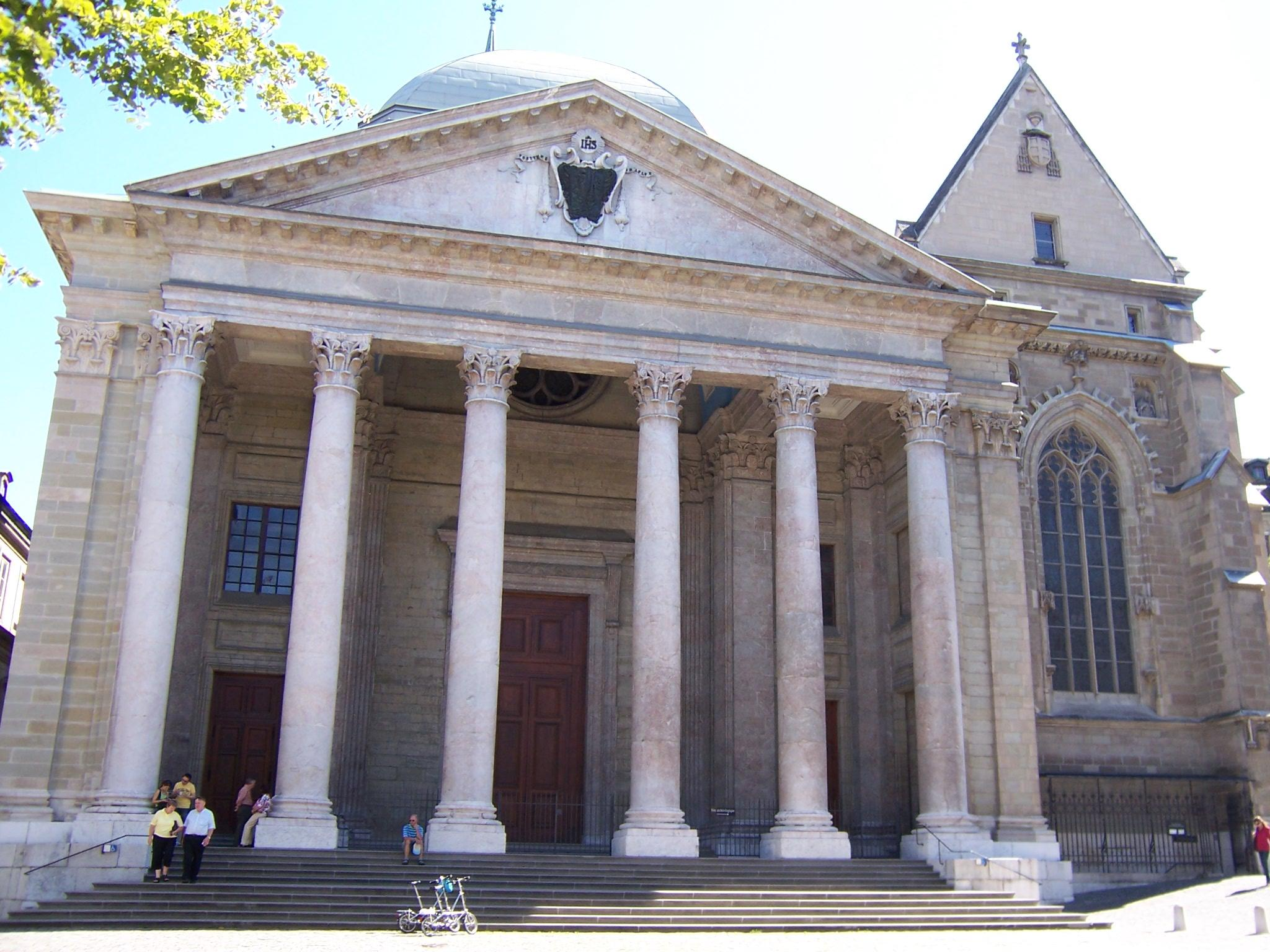
サン＝ピエール大聖堂

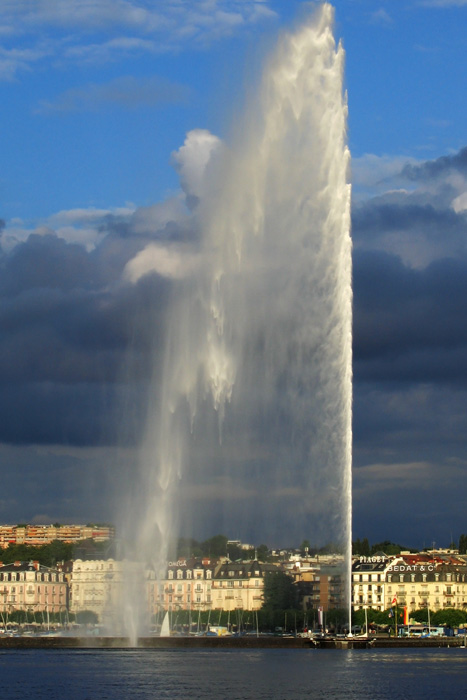
レマン湖の大噴水

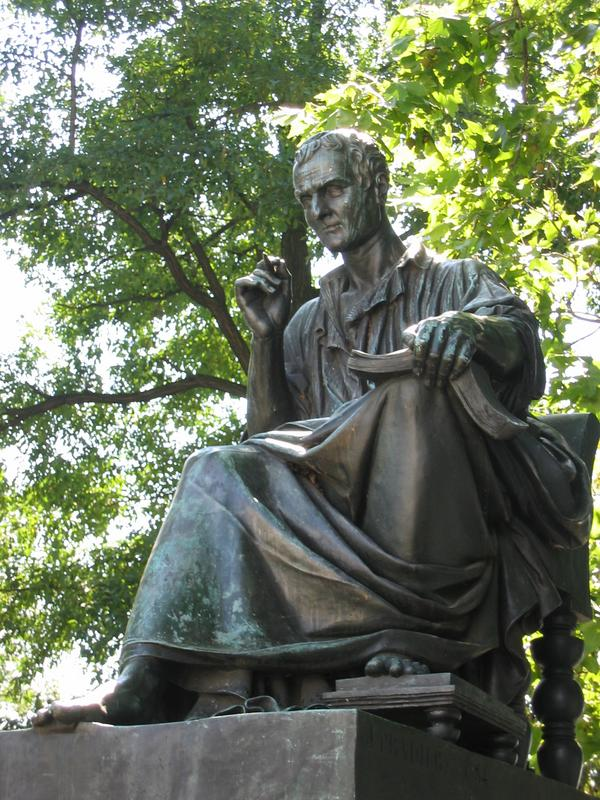
ルソー島のルソー像

### 観光名所
- サン＝ピエール大聖堂：カルヴァンが本拠とした寺院であり、カルヴァンが説教の際に使っていた椅子等を見ることができる。また、尖塔からはジュネーヴ市街及びレマン湖を一望できる。
- 花時計：モンブラン橋のたもとのイギリス公園内にある有名な花時計。
- 大噴水：レマン湖畔にあり、140mもの高さまで水を噴き上げるジュネーヴのシンボル。ただし、噴き上げる時間帯や時期は一定でなく、冬季は午前10時から午後4時までで、気温が0度以下になった時も止まる。
- レマン湖岸の遊歩道：レマン湖岸に沿った遊歩道で、この遊歩道は夏期になるとカーニヴァルが行われたりし、多くの行事に使われる。特に、夏期のレマン湖での花火大会時になるとここは絶好の観賞場となり大いに賑わう。
- 国家記念碑：イギリス公園内にある記念碑。スイスの象徴とジュネーヴの象徴の２人の女神が並ぶ。ジュネーヴがスイス連邦に加盟したことを記念している。
- ルソーの生家：サン＝ピエール大聖堂の西、旧市街の一角にある。記念館になっている。
- ルソー島：レマン湖からローヌ川が流れ出す地点にある人工の小島。ルソーの座像がある。
- 旧市街：約500年前に建てられた市庁舎、旧兵器庫等がある。
- 宗教改革記念碑：ジュネーヴを本拠地として活動したカルヴァンの生誕400年を記念して1917年に完成した記念碑。カルヴァンをはじめとする4人の宗教改革家の像が刻まれている。
- パレ・デ・ナシオン： 国際連合欧州本部。旧国際連盟本部である。資料図書室が一般開放されている。また、一般の見学者も受け入れており、午前と午後に解説つきツアーもある。セキュリティチェック、パスポートチェックあり。一般見学はプレニー門から入場する。
- 国際赤十字・赤新月博物館：国際連合欧州本部のプレニー門向かいにある。

### 料理
- スイス料理のチーズフォンデュ、ラクレットが代表的。
- レマン湖で捕れた魚を使ったフィレ・ド・ペルシュ等の魚料理も有名。

## 学校
地元の学校
- ジュネーヴ大学 (Université de Genève)：1559年創設。文学部に日本語・日本文学科がある。
- 国際・開発研究大学院：国際問題、開発を専門とする高等研究機関
- ジュネーヴ・インターナショナル・スクール (International School of Geneva : L'Ecole Internationale de Genève: Ecolint)：1924年に創設された世界初のインターナショナル・スクール。
- カレッジ・ドゥ・レマン (Collège du Léman)：ヴェルソワにあるインターナショナル・スクール。

日本人居住者向けの学校
- ジュネーブ日本語補習学校：ジュネーヴ旧市街の近くにあり、幼児部、小学部、中学部、高校部がある。約300名の日本人（あるいは日系人）子弟が在籍している。

## 交通

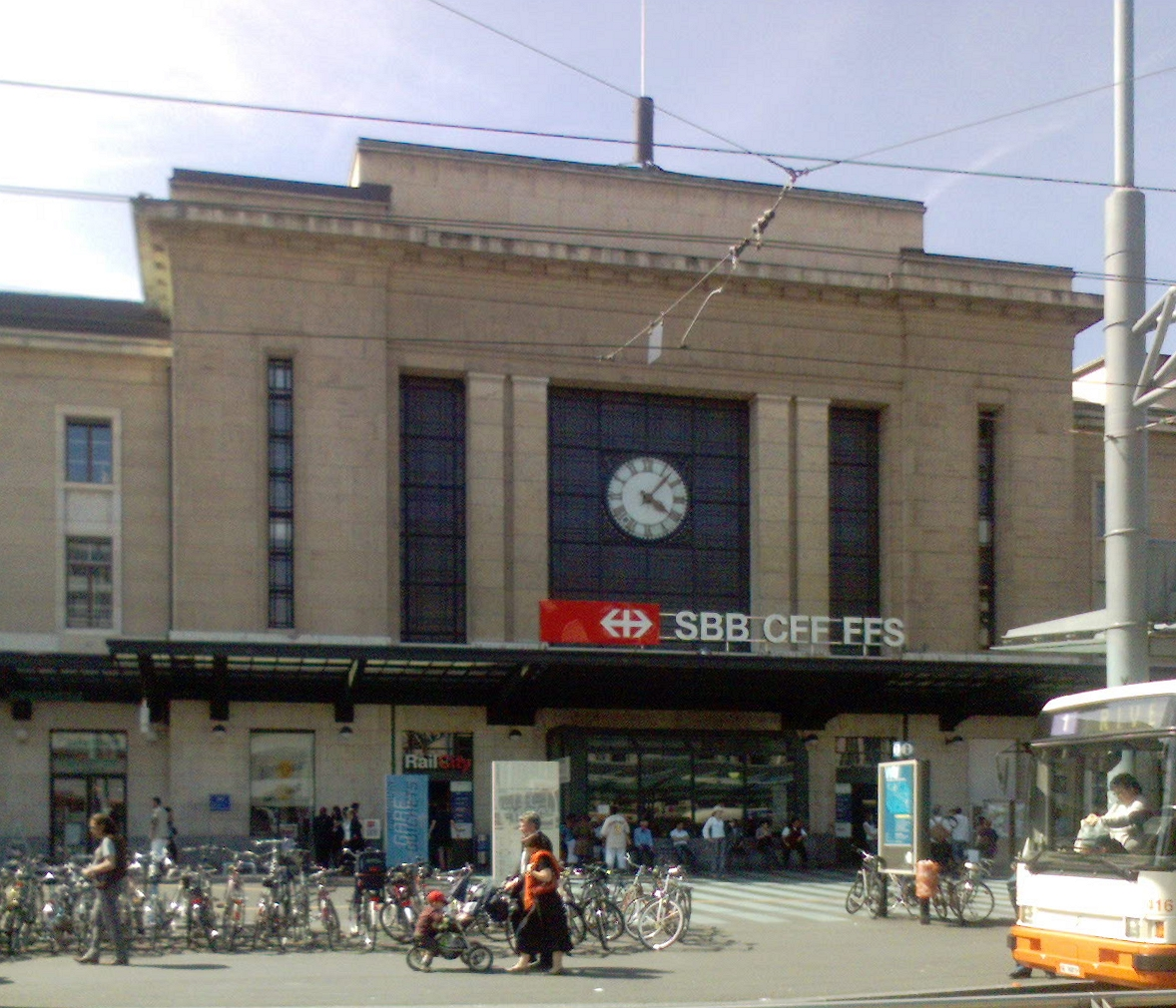
コルナヴァン駅

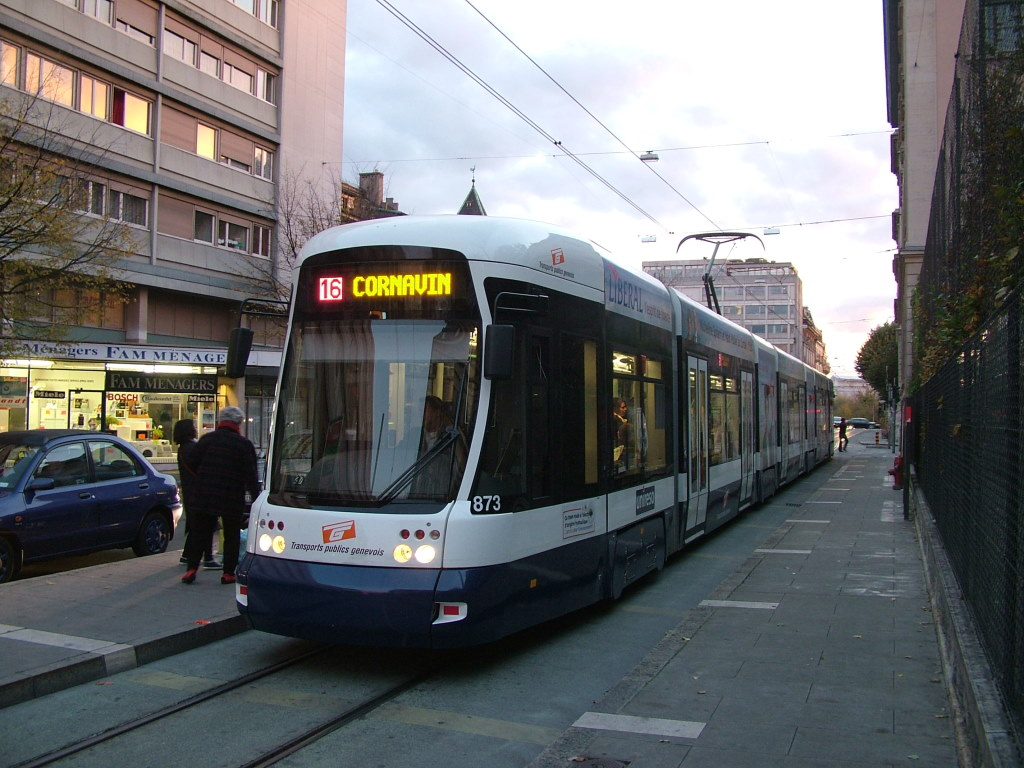
TPGのトラム

### 鉄道
スイス連邦鉄道
路線は、概ねレマン湖及びローヌ川に沿っている。中心となる駅はコルナヴァン駅。ローザンヌ方面から南下してきた路線はコルナヴァン駅で、フランス国鉄ベルガルド＝シュル＝ヴァルスリーヌ方面、アヌマッス方面、ジュネーヴ空港駅に向かう3方向に分かれる。コルナヴァン駅にはフランス国鉄からTGVリリア及び地域圏急行輸送が乗り入れるほか、シンプロントンネルを経由してイタリアに向かうユーロシティの始発駅にもなっている。
フランス国鉄
コルナヴァン駅からアヌマッスを経由してエヴィアン方面やコル・デ・モンテ線の起点サン・ジェルヴェ方面に向かう路線がある。
2019年にジュネーヴ都市圏の鉄道網はレマン・エクスプレスとしてネットワーク化された。

### 空港
ジュネーヴ・コアントラン国際空港（Aeroport International de Genève）
日本からの直行便こそないものの、ヨーロッパ各都市との航空路線は充実している。フランスとの国境に位置し、スイス、フランス両国から乗降が可能である。格安航空会社のイージージェットが拠点としており、他に、スイス インターナショナル エアラインズ、ブリティッシュ・エアウェイズ、エールフランス、ルフトハンザ航空などが就航している。

### 市内交通
Transports Publics Genevois (TPG)
バス・トロリーバス：中心街は電気バス（トロリーバス）、郊外（多くは2桁の番号のバス）は日本と同様のバス。電気バスは1連接車が基本。需要の多い10番（緑色の幕）のバスは2連接車が運行に就くこともある。郊外のバスは連接なしの単独車。
市電（トラム）：基本は3両編成。旧車両は2×2の4両編成（特に12番の運用を担う）。路線は大きく拡張中である。

## 姉妹都市・提携都市

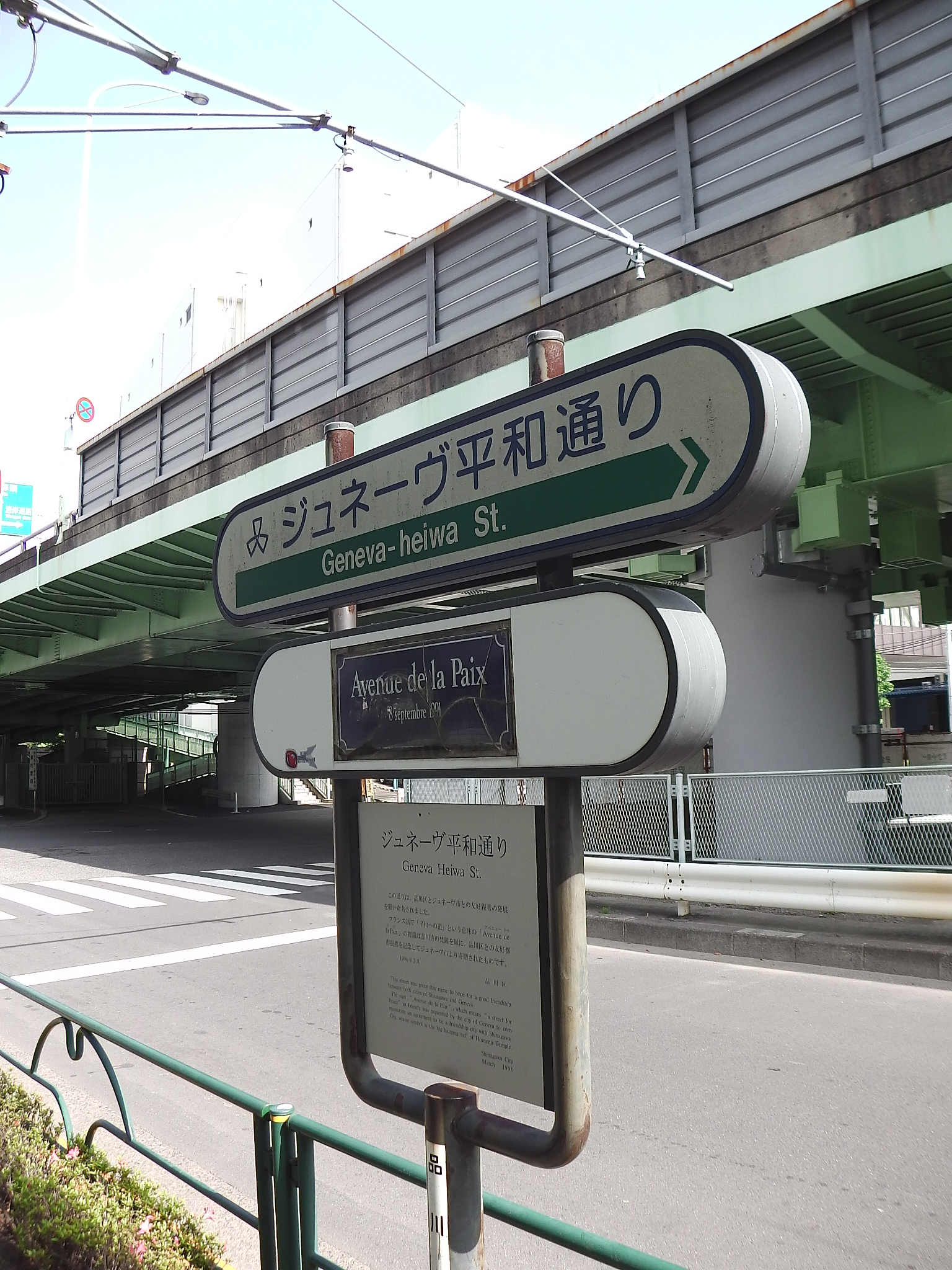
友好都市の関係を結んだ東京都品川区にある「ジュネーヴ平和通り」

- ブエノスアイレス、アルゼンチン、1991年
- 品川区、日本、1991年（友好都市）
- パリ、フランス、2002年

## 関係者
出身者
- アラン・タネール - 映画監督
- アルバート・ギャラティン - 18 - 19世紀の米国財務長官、民族学者
- アンリ・デュナン - 慈善活動家、「赤十字社」
- ジェルマン・アンリ・ヘス
- ジャック・ネッケル - 銀行家、フランス革命前夜のフランス財務長官
- ジャン＝ジャック・ルソー - 思想家、政治哲学者
- ジャン・スタロバンスキー - 哲学者、文芸批評家
- フェルディナン・ド・ソシュール - 19世紀後半の言語学者
- フランク・マルタン - 作曲家
- マルク・ロセ - テニス選手
- フィリップ・センデロス - サッカー選手
- レト・ツィークラー - サッカー選手
- ロマン・グロージャン - レーシングドライバー
- 佐々木勇気 - 将棋棋士

居住その他ゆかりある人物
- マリー・ラフォレ - 女優、「太陽がいっぱい」
- テリー・サザーン - 米国人映画脚本家